# Škoda Felicia

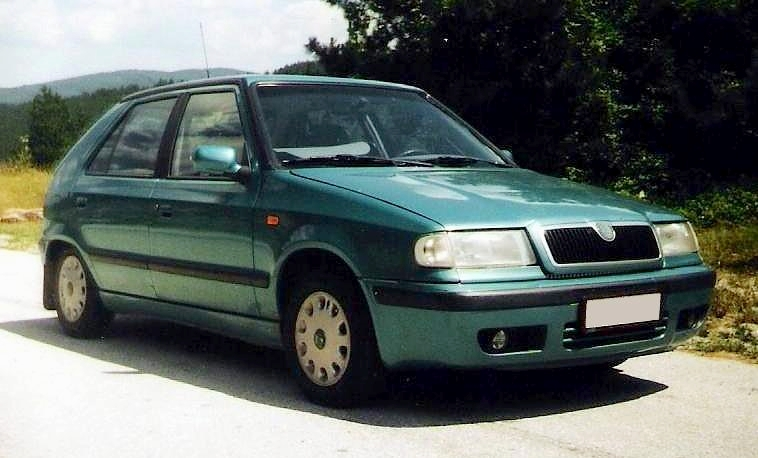
Škoda Felicia efter ansiktslyftning

Škoda Felicia var en småbil från Škoda Auto, tillverkad 1994-2001. Felicia var märkets första nya modell sedan Volkswagen AG tagit över Škoda Auto. Den byggde på den tidigare Škoda Favorit och var framhjulsdriven liksom denna. Namnet Škoda Felicia är detsamma som en av märkets sportbilar från 1960-talet. 1995 tillkom även en kombiversion samt en pickup baserad på Felicia.
Modellen blev en försäljningssuccé i Sverige med runt tionde plats i registreringsstatistiken. Škodas återintroduktion på svenska marknaden i mitten på 90-talet blev alltså en stor framgång.
Det fanns också olika utföranden av Škoda Felicia:
- LX - Den billigaste varianten.
- GLX - Extra utrustning såsom dimljus fram, ABS-bromsar, räcke på taket.
- SLX

Felicia slutade tillverkas 2001. Då hade 912 810 Felicia  och 356 596 Felicia kombi tillverkats. Bilen efterträddes av Škoda Fabia.

## Motoralternativ
| Modell | Årsmodell | Motor               | Cylindervolym | Effekt   | Vridmoment                          | Bränslesystem      |
| ------ | --------- | ------------------- | ------------- | -------- | ----------------------------------- | ------------------ |
| 1.3*¹  | 1995-2001 | 4-cyl radmotor OHV  | 1289 cm³      | 54 hk    | 94 Nm (från årsmodell 1997 99 Nm)   | Bränsleinsprutning |
| 1.3*²  | 1995-2001 | 4-cyl radmotor OHV  | 1289 cm³      | 57-58 hk | 94 Nm                               | Förgasare          |
| 1.3    | 1995-2001 | 4-cyl radmotor OHV  | 1289 cm³      | 68 hk    | 100 Nm (från årsmodell 1997 106 Nm) | Bränsleinsprutning |
| 1.6    | 1996-2001 | 4-cyl radmotor SOHC | 1598 cm³      | 75 hk    | 135 Nm                              | Bränsleinsprutning |
| 1.9 D  | 1997-2001 | 4-cyl radmotor SOHC | 1896 cm³      | 64 hk    | 124 Nm                              | Dieselmotor        |

*¹ Ej Sverige

*² Endast Östeuropa

## Bilder

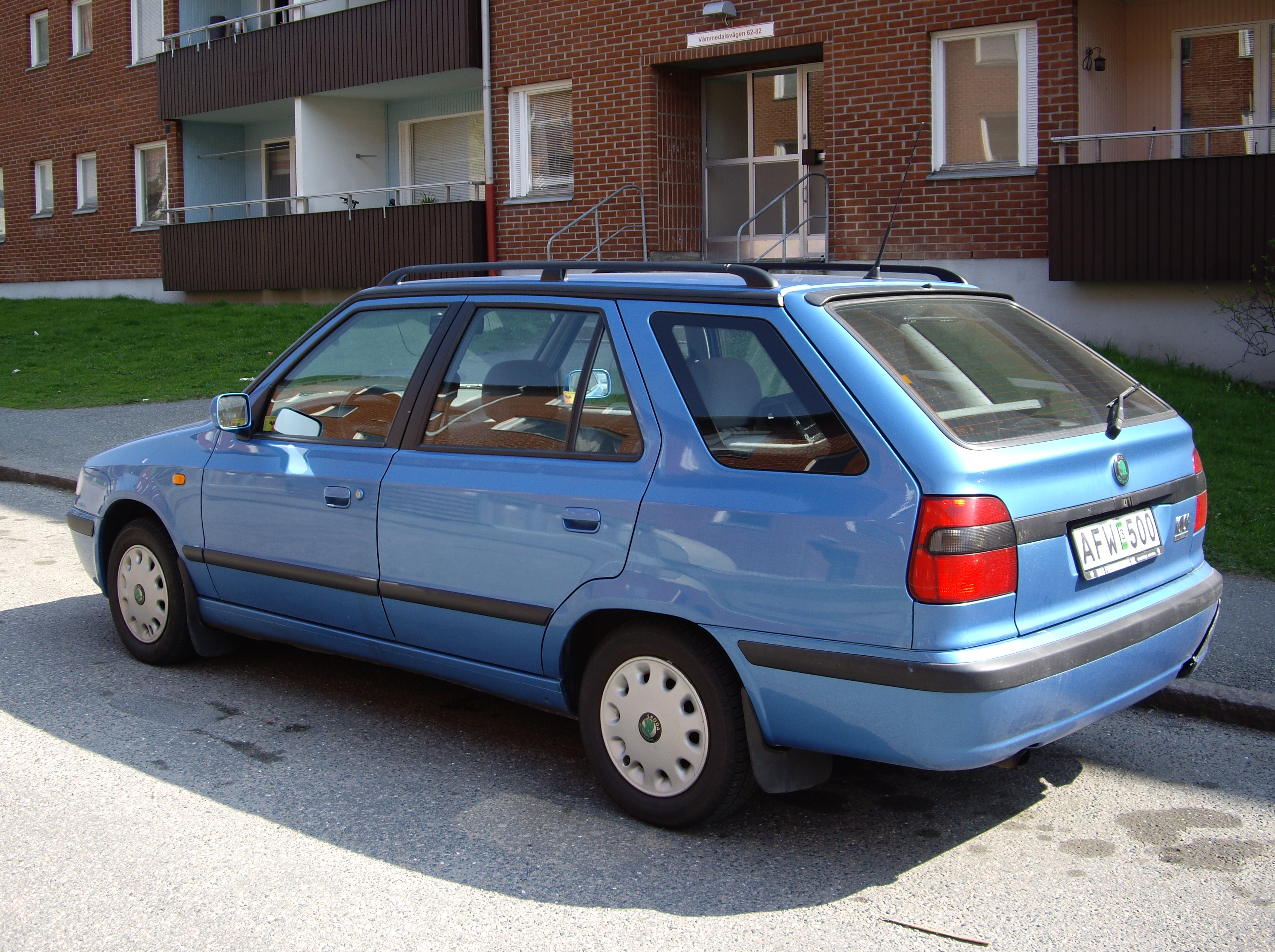
Škoda Felicia kombi efter ansiktslyftning, bakre delen
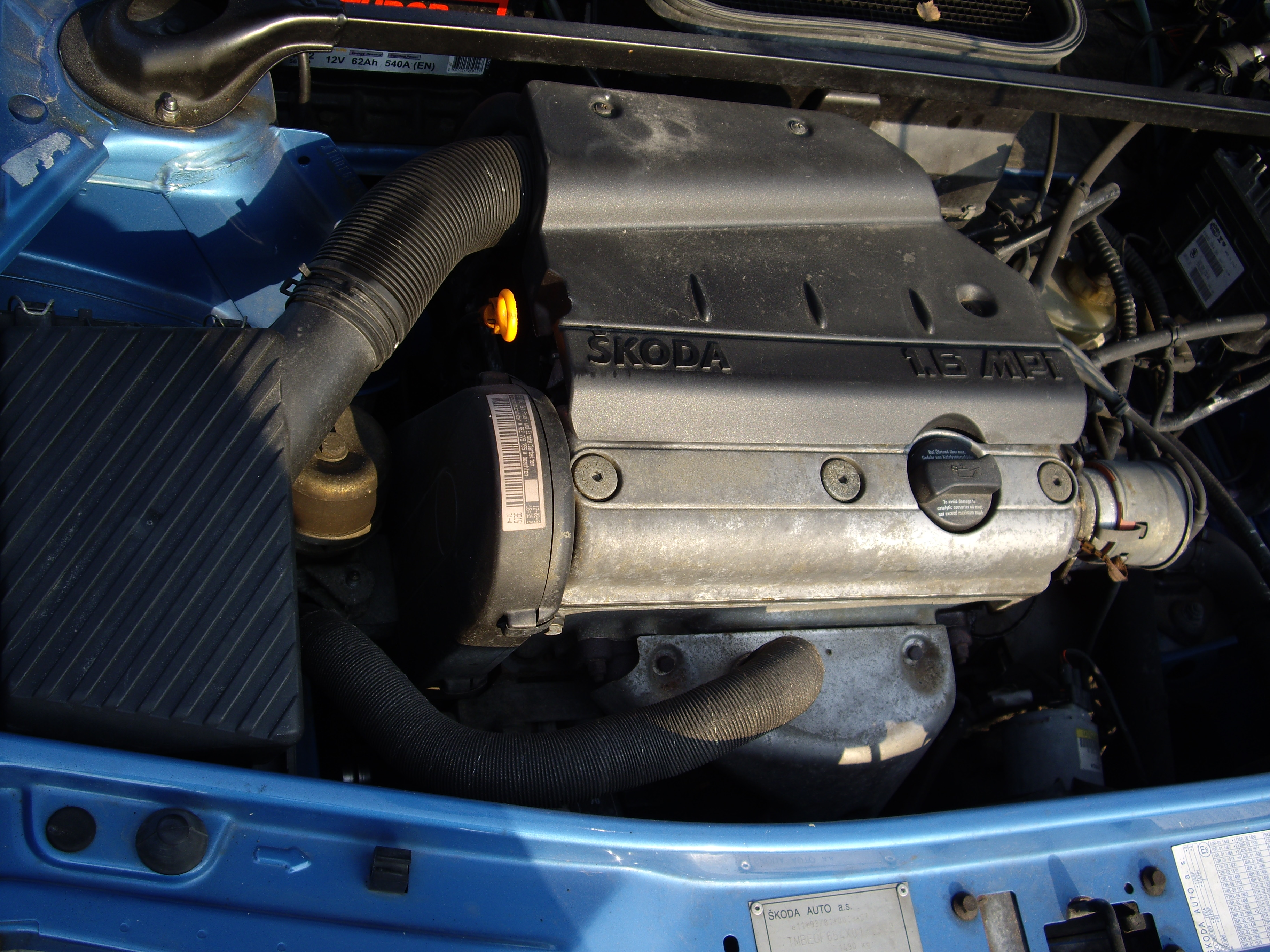
Škoda Felicia efter ansiktslyftning, 1,6 liters-motorn.
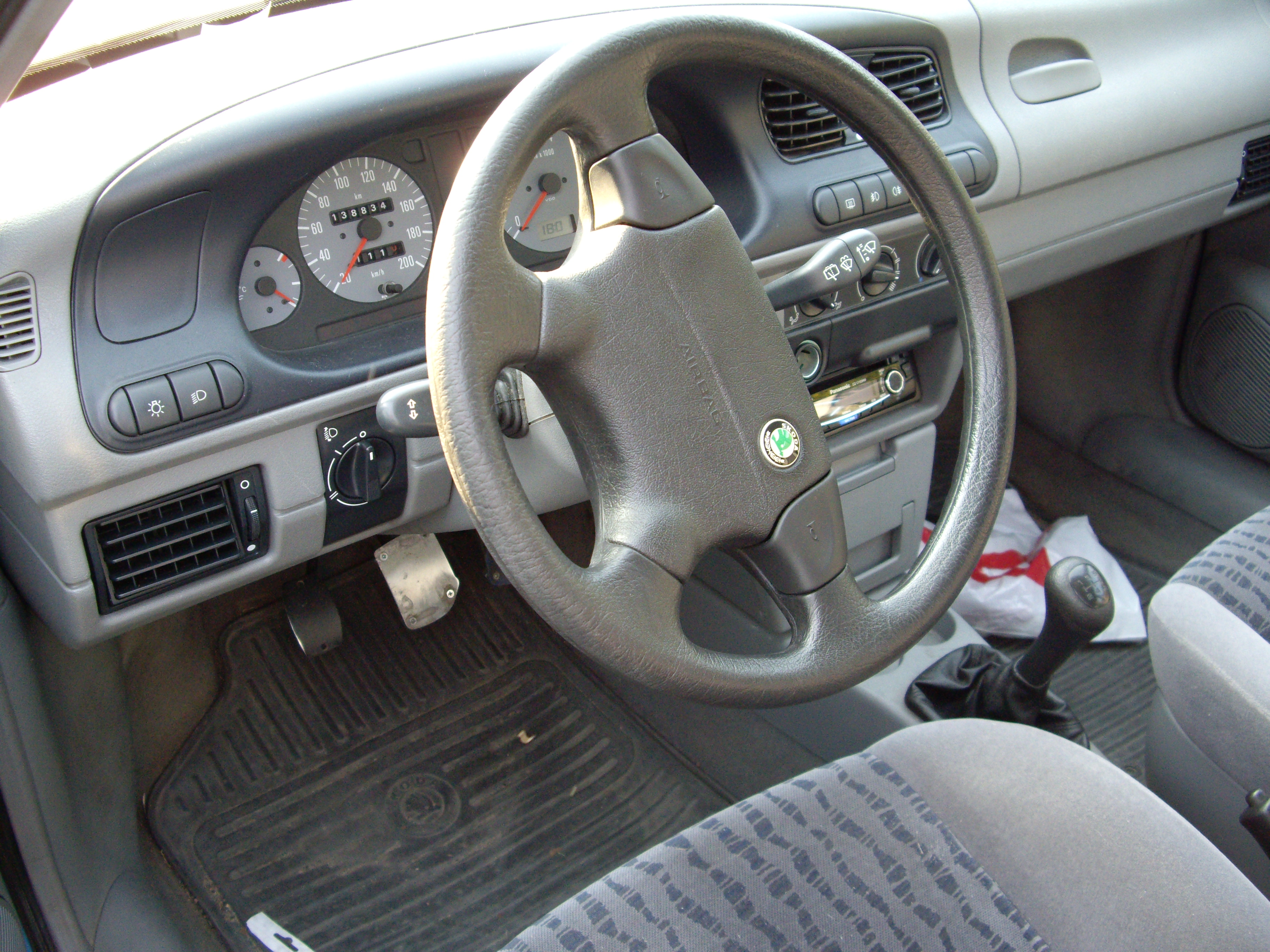
Škoda Felicia efter ansiktslyfning, inuti. (ej originalstereo)
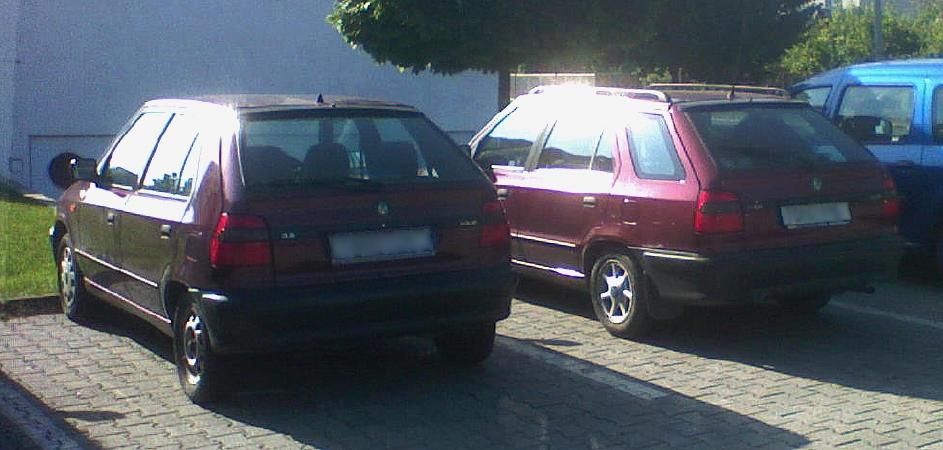
Škoda Felicia & Škoda Felicia Combi